# Алдынское сражение
Алдынское сражение произошло 6 июля 1785 года возле селения Алды. В конце июня в Чечню был направлен русский отряд (2000 человек, два орудия) во главе с полковником Ю. Н. де Пьери. Его задача состояла в том, чтобы подавить восстание сторонников Шейха Мансура (Ушурмы).

## Положение дел на середину 1785 года
Для укрепления влияния Российской империи на Кавказе была возведена Азово-Моздокская укреплённая линия. В ответ за этим последовало освободительное движение горцев Чечни и затем всего Северного Кавказа против колониальной политики России, которую возглавил первый имам Северного Кавказа Шейх Мансур. Появление имама в Чечне заставило командующего войсками на Кавказе М. Н. Леонтьева усилить военные укрепления. П. С. Потёмкин отправил к горцам прокламацию с призывом не верить проповедям Мансура и не присоединяться к нему. Однако она не принесла желаемого результата. После чего командование русской армии приняло решение провести карательную экспедицию в глубь Чечни для подавления восстания.

## Начало экспедиции
6 июля 1785 года экспедиционный отряд полковника Де Пьери в составе Астраханского полка, батальона Кабардинского полка, двух рот Томского полка и сотни казаков Терского войска, со стороны Калиновской станицы направился к равнинному аулу Алды, где находились главные силы шейха Мансура.
У Сунжи они оставили часть астраханцев (гренадерского полка) для защиты переправы; другим, в свою очередь небольшим отрядом заняли средний пункт, для обеспечения себе обратного пути.
Подойдя ближе Де Пьери разведал, что жители покинули селение и отдал приказ солдатам сжечь его. Уничтожив аул, войска стали отходить к переправе через Сунжу.

## Сражение
Колонна двинулась в обратный путь, но как только она вступила в ущелье, была окружена со всех сторон войсками Мансура, которые, были прикрыты небольшим лесом. Горцы, не неся особого урона, поражали отряд меткими выстрелами. Как только отряд Пьери дошёл до гущи леса и углубился в него, началось сражение. Алдынцы вместе с подошедшими к ним на помощь жителями соседних аулов атаковали отряд Пьери. Войска, сдавленные с двух сторон, попали в окружение. На пути движения отряда, горцами в нескольких местах были устроенные завалы из деревьев. Под перекрёстным огнем, ценой больших потерь с боями они продолжали продвигаться к переправе через Сунжу. Колонна, пройдя первую версту сквозь лес, уже потеряла большую часть арьергарда. После многократных попыток отбить у неприятеля взятую ими пушку, капитан Казин и несколько солдат вышли вперёд колонны и стали защищать переднюю пушку. Тем не менее лошади, которые везли снаряды и тащили второе орудие, были перебиты. Кабардинцы (Кабардинский 80-пехотный полк) были вынуждены одновременно отбиваться от горцев, нести на себе ящики со снарядами и тянуть орудие. В то же время с флангов наседали горцы с натиском врезались в шеренги боковых цепей. «Несмотря на это отряд двигался вперед, но когда подошёл к тому месту, где оставлен был резерв для защиты прохода, перед ними предстала страшная картина — все солдаты и офицеры были перебиты. При этом неожиданном обстоятельстве войска пришли в замешательство и в то же мгновение горцы с новой силой бросились на них со всех сторон, где завязался ожесточенный бой, боковые цепи были смяты и опрокинуты массой горцев. Колонна рассечена на две части, среди отступавших началась паника».
Солдаты, измождённые тяжёлым переходом и продолжавшимся несколько часов беспрерывным боем, выбившись из сил, пришли в усталость и были истреблены почти без сопротивления. Батальон егерей, находившийся впереди, и небольшое число линейных казаков успели прорваться, оставшиеся казаки и два батальона гренадёров со всеми офицерами были убиты; сам Пьери изрублен возле пушки; оба орудия, бывшие в отряде со всеми снарядами, достались в трофей чеченцам.
Оставшаяся маленькая часть отряда с большими потерями вышла к переправе. Дойдя до Сунжи, остатки войск стали спешно переправляться на другую сторону берега. Преследовавшие их горцы стреляли уже по переплывавшим реку солдатам.
Прорвавшиеся сквозь чеченцев егерей и небольшое количество казаков у Сунжи должен был ждать отряд оставленный там для охраны переправы, но они не застали там ни оставленного отряда, ни судов для переправы. Командир этого отряда, услышав пушечные выстрелы в Алдах и желая быть причастным в выгодной, по его мнению, победе, пошел на соединение с Пьери; но, наткнувшись на мертвые тела оставленных в узком проходе солдат, до того был напуган, что, бежав поспешно обратно, переправился на левый берег Сунжи, истребив каюки и ушел за Терек. Командир этот был В. С. Томара, в дальнейшем занимавший важный пост посланника России в Константинополе.

## Последствия
Отряд Пьери потерял убитыми тринадцать офицеров и семьсот сорок человек нижних чинов. 162 человека попали горцам в плен. Мансур обратился к кизлярскому коменданту с предложением определиться с условиями выкупа пленных, однако это предложение осталось без ответа. Пленные остались в горах на долгие годы. Известно, что в 1789 году из плена сбежал егерь Фёдор Григорьев. Среди пленных был и молодой князь П. И. Багратион — впоследствии герой Отечественной войны 1812 года. «Это поражение армии сильно возвысило авторитет Мансура в глазах горцев. Успех войск Шейха Мансура быстро распространился на Кубань и Кабарду, после восстание охватило значительное пространство».

## Память
А. П. Ермолов в письме к дежурному генералу при императоре Арсению Закревскому, упоминает строительство укреплений вдоль Сунженской линии:
Сейчас получил известие, что закончены этого года работы против чеченцев. Построена довольно хорошая крепостца, называющаяся «Неотступный стан». Построен редут, именуемый «Злобный окоп». Так назван он по положению его на месте, откуда нападали прежде самые «злобные хищники», и в память того, что на сем месте была переправа через Сунжу известного полковника Пиери, который погиб с полком против чеченцев, будучи окружен в лесу, где не могла действовать его артиллерия.